# Sabine Wren
Sabine Wren es un personaje ficticio de la franquicia Star Wars. Fue presentada por primera vez en la serie de televisión animada Star Wars Rebels en la que es interpretada en voz por Tiya Sircar. También aparece en la serie de acción real Ahsoka, siendo una de las protagonistas, interpretada por Natasha Liu Bordizzo.
En el universo de Star Wars, Sabine es una joven mandaloriana que tras desertar de la academia Imperial en Mandalore, se une a la tripulación del Fantasma, cuyo propósito es luchar para restablecer la paz en la galaxia y ponerle fin al Imperio Galáctico. En sus aventuras, aprende sobre la importancia de la rebelión y poco a poco se reconcilia con su pasado mandaloriano, primero adquiriendo y aprendiendo a usar el Sable oscuro y uniendo a diversos clanes y guerreros como Bo-Katan Kryze para liberar a su planeta de la ocupación Imperial. Genera amistad con Ezra Bridger, que se trunca cuando desaparece para derrotar al Gran Almirante Thrawn; buscando lidiar su perdida, decide unirse a la ex jedi Ahsoka Tano, quien la toma como su aprendiz aunque se separan en malos términos, pero se reconcilian para encontrar a Ezra. Sus dotes como artista y graffitera, la llevan a crear el símbolo que identificará a la Alianza Rebelde.
El personaje ha recibido una recepción crítica generalmente positiva, tanto por la interpretación vocal de Sircar como por la interpretación física de Liu Bordizzo.

## Concepto y creación
Su nombre fue revelado a través de material vinculado y su apellido fue revelado por primera vez en el número 148 de la revista Star Wars Insider. En Celebration Anaheim en 2015, se reveló que la apariencia de Wren cambiaría para la segunda temporada de Star Wars Rebels. Los cambios incluyeron que su cabello se tiñiera de azul y una nueva armadura. Lo mismo sucedió en las dos temporadas siguientes.
El creador de la serie Dave Filoni quería que Sabine Wren fuera más colorida que otros personajes de Star Wars, lo que se demostraba al teñirse el cabello constantemente. También quería que ella fuera un personaje al que los niños pudieran apegarse. Según el bloguero de StarWars.com James Burns, el nombre de Sabine Wren era una referencia a las mujeres sabinas de la historia romana. Este episodio legendario de la historia romana influyó en la literatura y películas occidentales posteriores, como el cuento de Stephen Vincent Benét The Sobbin' Women y el musical de los años 50 Seven Brides for Seven Brothers. Burns también confirmó que el director de Star Wars Rebels, Dave Filoni, y el productor Simon Kinberg habían nombrado a Sabine y a los otros protagonistas en honor a figuras históricas y bíblicas para darles un mayor sentido de propósito y significado.  Su alias "Ria Talla" originalmente iba a ser piloto rebelde y compañera de Jyn Erso en Rogue One: Una historia de Star Wars.  Filoni preparó una historia adicional que involucra a Wren y Ahsoka Tano para el final de la serie.
Después de que Bordizzo fuera elegida como Sabine Wren en 2021, Filoni y Favreau le dijeron que sería genial si viera Star Wars Rebels, pero dijeron que la versión de acción real siempre sería algo nuevo que encontraría su propio verdad. Bordizzo vio Rebels porque se sentía obligada y encontró que el programa era una preparación gratuita. Le costó mucho mantener en secreto su casting. Bordizzo y Rosario Dawson, la actriz que interpreta a Ahsoka Tano, recibieron entrenamiento de wushu del coordinador de especialistas Ming Qiu.

### Símbolo de la Alianza Rebelde
Se explicó que la insignia de la Alianza Rebelde que se ve en las películas y series de Star Wars se basa parcialmente en obras de arte que Wren creó para su propio uso. La leyenda del pájaro estelar, o fénix, era conocida por muchos como una criatura inmortal que se renovaba en el corazón de una nova. Wren hizo una representación redondeada que usó en su armadura como símbolo artístico personal de libertad, además de desfigurar la propaganda imperial con ella y colocarla dondequiera que fuera su grupo. Finalmente, los pilotos de X-wing y otros miembros de la Alianza Rebelde adoptaron una forma como logotipo que representa la esperanza de la futura restauración de la República. 

## Apariciones

### Star Wars Rebels
Sabine Wren apareció por primera vez en la serie animada Star Wars Rebels, interpretada en voz por Tiya Sircar. Es presentada como parte de un grupo llamado Rebeldes de Lothal que están robando suministros del Imperio Galáctico en Lothal. Como miembro de la tripulación Ghost (que reporta bajo el distintivo de llamada Espectro 5), actúa como su ingeniera jefe y experta en transporte de carga, armas y demoliciones, así como su lingüista, y habla con fluidez una amplia variedad de idiomas.
Aunque en principio estaba dudosa del manejo de la rebelión y de las confianzas hacia ella, poco a poco toma valor en sí misma gracias a la ayuda de la piloto de la nave Hera Syndulla que le dice que tenga fe en la creciente rebelión. Dentro de sus misiones que emprende con el Fantasma, destacan el haber conseguido una ruta segura en el territorio de los Protectores de Concord Down, un grupo militar Mandaloriano liderado por Fenn Rau y ayudar al piloto Wedge Antilles a desertar del Imperio y unirse a la Rebelión.
En una misión, lograr rescatar a Ezra del control del antiguo Lord Sith Maul en Dathomir donde consigue el sable oscuro; a pesar de su reticencia, es convencida por Rau, Kanan y Ezra para aprender a manejarlo. Aunque muestra dificultades por el estilo de enseñanza de Kanan, logra aprender a usarlo, dejándose a llevar por sus emociones, revelando que desertó cuando vio que el Imperio quería usar sus armas para lastimar a su pueblo y que su familia le dio la espalda por ello.  Vuelve a Mandalore donde se reconcilia con su madre Ursa y su hermano Tristan, derrotan a Gar Saxon y abandona al Fantasma para unir a los clanes en la guerra por el control del planeta. Aunque tiempo después, Ezra le pide ayuda para sacar al Escuadrón Fénix de un ataque de Thrawn en Atollon, el cual logran con éxito.
Como una vuelta de mano, Sabine le pide a Ezra y Kanan que la ayuden a terminar la guerra civil en Mandalore, teniendo la ayuda de la anterior gobernante Bo-Katan Kryze; logra rescatar a su padre Alrich y derrota a los Mandalorianos imperiales bajo el mando de Tiber Saxon y destruye "La Duquesa", el arma que creó como manera de enmendar sus errores. Sintiéndose no digna de usar el Sable Oscuro, se lo devuelve a Bo-Katan para que pueda gobernar Mandalore. Regresa con la Alianza Rebelde y se une a Ezra en su último intento por liberar a Lothal; tras cumplir misiones de sabotaje, participa en el rescate de Hera, quien había sido capturada mientras volvía con refuerzos, aunque ve con impotencia como Kanan se sacrifica para que puedan escapar.
Después de la muerte de Kanan y habiendo aceptado su muerte, participa en el plan que Ezra junto con la célula de Ryder Azadi idean para liberar al planeta; capturan a la gobernadora Pryce y asaltan el comando Imperial en la ciudad, solo para caer en la trampa de Thrawn que bombardea la ciudad. Cuando Ezra decide "rendirse", lo ayuda a escapar de la base para reunirse con Thrawn, solo para ver cómo Ezra llama a los purrgils para acabar con el bloqueo y decide sacrificarse con Thrawn cuando desaparece de la galaxia con los purrgils. En el epílogo de la serie, se revela que se quedó a vivir en Lothal para protegerlo por pedido de Ezra y se une a la ex jedi Ahsoka Tano, para encontrarlo.

### Ahsoka
Después de la caída del Imperio, Sabine fue entrenada brevemente en las artes Jedi por Ahsoka, aunque su relación se desintegró rápidamente al enterarse de la destrucción de Mandalore por parte de Moff Gideon, cuando Ahsoka la abandonó al ver que el entrenamiento de Sabine se enfocaba en vengar la muerte de sus padres. Tras los rumores sobre la supervivencia del Gran Almirante Thrawn (y, por posible extensión, de Ezra), Ahsoka regresa para buscar la ayuda de Sabine para decodificar un mapa tomado de un templo de las Hermanas de la Noche. Más tarde, Sabine es apuñalada por la usuaria del Lado Oscuro Shin Hati, pero después de su recuperación, Hera anima a Ahsoka y Sabine a reconciliarse y reanudar el entrenamiento de esta última. Durante el curso de este entrenamiento, Huyang afirma que incluso entre generaciones de Jedi, Sabine se queda corta en términos de sensibilidad a la fuerza y no exhibe ninguna capacidad más allá de lo que un usuario que no usa la fuerza es capaz de hacer (es decir, un grado mínimo como todos seres vivos).
Sabine y Ahsoka terminan en el planeta Seatos, donde Morgan Elsbeth ha ensamblado un enorme anillo hiperespacial para llegar al Gran Almirante Thrawn, quien fue llevado por los Purrgils a otra galaxia. Ahsoka tiene la intención de detener por completo este viaje, aunque Sabine desea salvar a Ezra, quien fue capturado en las mismas circunstancias que Thrawn. Sabine vuelve a batirse en duelo con Shin. Después de que el maestro de Shin, Baylan Skoll, aparentemente mata a Ahsoka, puede convencerla de que se una a ellos, prometiéndole que se reunirá con Ezra. Sabine sube a bordo del anillo hiperespacial y viajan a la galaxia distante. Luego de ser prisionera, Sabine es liberada por Thrawn, al dejarla ir en busca de Ezra y luego envía secretamente a Skoll y Hati a seguirla para matarla a ella y a Ezra. Al sobrevivir y enfrentar unos bandidos, Sabine se encuentra con la nativa Noti y la sigue hasta su aldea, donde se reúne con Ezra. En el camino, Sabine, Ezra y los Noti son atacados por Hati, una banda de bandidos con la que ella y Skoll unieron fuerzas, y las fuerzas de Thrawn. En medio del ataque, Sabine y Ezra son ayudados por Ahsoka, al verla con vida. A pesar de que luchar contra Elsbeth y los Night Troopers de Thrawn y lograr usar la Fuerza para que Ezra llegue a su nave Quimera, Wren y Ahsoka no evitan que Thrawn escape y quedan varadas en la otra galaxia.

## Recepción
El supervisor de iluminación CG y efectos especiales Joel Aron dijo: "Está agregando algo que realmente no habíamos visto antes en el universo de Star Wars. Tienes un personaje que es expresivamente creativo a través del arte, ya sea el color de su cabello o lo que ha hecho a su armadura". 